# صعب (روستا)
 صعب  (در عربی:  صَعَب )
نام روستایی است در دهستان المَذبَح از توابع استان لَحِج در کشور یمن در شبه جزیره عربستان.

## جمعیت
جمعیت آن (۸۰ ) نفر (۹ خانوار) می‌باشد.